# Bibrka
Bibrka (în ucraineană Бібрка) este un oraș raional din raionul Peremîșleanî, regiunea Liov, Ucraina. În afara localității principale, mai cuprinde și satul Șpîlciîna.

## Demografie
Componența lingvistică a orașului Bibrka
     Ucraineană (99,11%)
     Alte limbi (0,59%)
Conform recensământului din 2001, majoritatea populației orașului Bibrka era vorbitoare de ucraineană (99,11%), existând în minoritate și vorbitori de alte limbi.